# کانتاس
کانتاس (به انگلیسی: Qantas) (یا کوآنتاس) شرکت هواپیمایی حامل پرچم استرالیایی است، که به عنوان بزرگ‌ترین خطوط هواپیمایی استرالیا به حساب می‌آید. نام Qantas از سرواژه Queensland And Northern Territory Aerial Services گرفته شده است. نام خودمانی این شرکت هواپیمایی کانتاس، "کانگوروی پرنده" است. کانتاس از اعضای بنیان‌گذار  اتحاد شرکت‌های هواپیمایی وان‌ورلد است.
شرکت کانتاس در سال ۱۹۲۰ تأسیس شد و عملیات رسمی خود را از ماه مارس ۱۹۲۱ آغاز نمود. این شرکت هم‌اکنون پس از خطوط هواپیمایی کی‌ال‌ام و اویانکا، سومین شرکت قدیمی و فعال هواپیمایی جهان به‌شمار می‌آید.
دفتر مرکزی و مرکز عملیاتی شرکت کانتاس در فرودگاه سیدنی مستقر می‌باشد. بخشی از سهام شرکت هواپیمایی کانتاس در بازار بورس اوراق بهادار استرالیا مبادله می‌شود.

## شرکت‌های وابسته
- کانتاس لینک